# Half & Half
Half & Half è una serie televisiva statunitense in 91 episodi trasmessi per la prima volta nel corso di 4 stagioni dal 2002 al 2006.
È una sitcom ambientata a San Francisco e incentrata sulle vicende di due sorelle ventenni, Dee Dee, cresciuta con il padre, e Mona, cresciuta con la madre, che sono state allontanate l'una dall'altra durante la loro infanzia e che stanno finalmente sviluppando uno stretto rapporto.

## Personaggi e interpreti

### Personaggi principali
- Deirdre Chantal "Dee Dee" Thorne (91 episodi, 2002-2006), interpretata da Essence Atkins.
- Monique Alexandra "Mona" Rose Thorne (91 episodi, 2002-2006), interpretata da Rachel True.
- Spencer (91 episodi, 2002-2006), interpretato da Chico Benymon.
- Big Dee Dee Thorne (91 episodi, 2002-2006), interpretata da Valarie Pettiford.
- Phyllis (91 episodi, 2002-2006), interpretata da Telma Hopkins.
- Adam Benet (58 episodi, 2002-2006), interpretato da Alec Mapa.

### Personaggi secondari
- Charles Thorne (20 episodi, 2002-2006), interpretato da Obba Babatundé.
- Kai Owens (14 episodi, 2004-2006), interpretato da MC Lyte.
- Dave (11 episodi, 2003-2006), interpretato da Christopher Boyd.
- Giovane Mona (11 episodi, 2002-2004), interpretata da Penny Bae Bridges.
- Graduate (11 episodi, 2005), interpretato da Al Whiting.
- Tina (10 episodi, 2002-2006), interpretata da Suzy Nakamura.
- Brett Mahoney (9 episodi, 2005-2006), interpretato da Joseph Lawrence.
- Chase (8 episodi, 2005-2006), interpretato da Lamman Rucker.
- Giovane Dee Dee (8 episodi, 2002-2006), interpretato da Gabby Soleil.
- Camille (7 episodi, 2003-2004), interpretato da Rowena King.
- Lorenzo Lathan (6 episodi, 2005-2006), interpretato da Charles Divins.
- Nick Tyrell (5 episodi, 2004), interpretato da Nick Stabile.
- Chauncey (4 episodi, 2003-2004), interpretato da Corey Holcomb.
- George (4 episodi, 2003-2006), interpretato da Todd Sherry.
- Brian LeFine (4 episodi, 2002-2006), interpretato da James Lesure.
- Neil Crawford (3 episodi, 2003-2006), interpretato da Keith Robinson.
- Stephanie Seymour (3 episodi, 2003-2004), interpretata da Nicole Lyn.
- Naomi Dawson (3 episodi, 2006), interpretata da Michelle Williams.
- Prof. Marvin Wilkins (3 episodi, 2003-2005), interpretato da Wren T. Brown.
- Gus Mason (3 episodi, 2005-2006), interpretato da Steven Eckholdt.
- Glen (3 episodi, 2005), interpretato da Coby Bell.
- Miles (2 episodi, 2002-2003), interpretato da Jason George.
- Derek (2 episodi, 2002), interpretato da Laz Alonso.
- Ray Willis (2 episodi, 2004), interpretato da Louis Gossett Jr..
- Delilah (2 episodi, 2002-2003), interpretata da Jennia Fredrique.
- Merce (2 episodi, 2002), interpretata da Sarah Lancaster.
- Clay (2 episodi, 2003-2004), interpretato da Kiko Ellsworth.
- Erika (2 episodi, 2003), interpretata da Loretta Devine.
- Se stesso (2 episodi, 2005), interpretato da Jimmy Jam.
- Se stesso (2 episodi, 2005), interpretato da Terry Lewis.
- Big Fat Slim Jim (2 episodi, 2003), interpretato da Josh Meyers.
- Hamilton Brooks (2 episodi, 2003), interpretato da Aaron D. Spears.
- Dottor Bruckner (2 episodi, 2004), interpretato da Joel Brooks.
- Samantha Del Toro (2 episodi, 2004), interpretata da Olivia Dellums.

## Produzione
La serie, ideata da Jeffrey Klarik, fu prodotta da SisterLee Productions, CBS Productions e Eye Productions e girata neL CBS Studio Center a Studio City, Los Angeles, in California.

### Registi
Tra i registi sono accreditati:
- Ellen Gittelsohn in 83 episodi (2002-2006)
- Maynard C. Virgil I in 3 episodi (2004-2006)

### Sceneggiatori
Tra gli sceneggiatori sono accreditati:
- Jeffrey Klarik in 80 episodi (2002-2006)
- Beth Seriff in 10 episodi (2002-2006)
- Geoff Tarson in 10 episodi (2002-2006)
- Jamie Wooten in 10 episodi (2002-2006)
- David M. Matthews in 9 episodi (2002-2006)
- Carla Banks-Waddles in 9 episodi (2002-2005)
- Michaela Feeley in 8 episodi (2002-2006)
- Yvette Lee Bowser in 8 episodi (2003-2006)
- Winifred Hervey in 7 episodi (2002-2005)
- Heather MacGillvray in 7 episodi (2003-2006)
- Linda Mathious in 7 episodi (2003-2006)

## Distribuzione
La serie fu trasmessa negli Stati Uniti dal 23 settembre 2002 al 15 maggio 2006 sulla rete televisiva UPN. È stata distribuita anche in Norvegia e nel Regno Unito. In Italia la serie è inedita.

## Episodi
| Stagione         | Episodi | Prima TV USA |
| ---------------- | ------- | ------------ |
| Prima stagione   | 23      | 2002-2003    |
| Seconda stagione | 24      | 2003-2004    |
| Terza stagione   | 22      | 2004-2005    |
| Quarta stagione  | 22      | 2005-2006    |